# Parked
Parked è un film del 2010 diretto da Darragh Byrne.

## Trama
Fred Daly torna in Irlanda senza avere alcun luogo dove stabilirsi e inizia a vivere nella propria automobile. Un giorno fa la conoscenza del ventenne Cathal, che parcheggia di fianco alla sua macchina e con il quale inizia un rapporto di amicizia, e della bella insegnante di musica Juliana, con la quale inizia una relazione. L'incontro tra questi tre personaggi, che ognuno per diversi motivi vivono al margine della società, darà vita ad una serie di eventi che cambierà per sempre le loro vite.

## Distribuzione
Il film è stato proiettato in anteprima al Torino Film Festival in Italia il 2 dicembre 2010. L'uscita nelle sale irlandesi è avvenuta il 14 ottobre 2011, mentre nel Regno Unito il 25 novembre 2011.